# Зайченко Юрій Володимирович
Юрій Володимирович Зайченко (нар. 21 березня 1973) — радянський та український футболіст, виступав на позиції нападника.

## Життєпис
Вихованець харківського футболу. Розпочинав грати в місцевій команді «Маяк», яку після розпаду СРСР перейменували в «Юпітер». Потім захищав кольори аматорського «Кристалу» (Чортків).
У 1993 році перейшов у команду «Торпедо» (Запоріжжя), де 23 квітня 1993 року в поєдинку «Торпедо» - «Металург» (Запоріжжя) (1:3) дебютував у вищій лізі чемпіонату України.
Надалі виступав у командах першої ліги «Ворскла», «Скала» та «Металіст».
28 березня 1996 роки зіграв у матчі СК «Миколаїв» - «ЦСКА-Борисфен» (0:2) у складі «Миколаєва». У тому матчі Зайченко на 61-й хвилині замінив Сергія Думенка. Цей єдиний матч за «корабелів» став для Юрія останнім у вищій лізі.
Завершив кар'єру наприкінці 1996 року в команді другої ліги ФК «Петрівці».